# Campionato italiano di ciclismo su strada 1922
Il Campionato italiano di ciclismo su strada 1922 si svolse su sette prove dal 2 aprile al 5 novembre 1922 e vide l'affermazione di Costante Girardengo.

## Calendario
| Data         | Evento                        | Vincitore           | Squadra         |
| ------------ | ----------------------------- | ------------------- | --------------- |
| 2 aprile     | Milano-Sanremo (1922)         | Giovanni Brunero    | Legnano-Pirelli |
| 7 maggio     | Giro di Romagna (1922)        | Costante Girardengo | Bianchi-Salga   |
| 2 luglio     | Giro del Veneto (1922)        | Alfredo Sivocci     | Legnano-Pirelli |
| 6 agosto     | Giro dell'Emilia (1922)       | Costante Girardengo | Bianchi-Salga   |
| 3 settembre  | Giro del Piemonte (1922)      | Angelo Gremo        | Bianchi-Salga   |
| 20 settembre | Corsa del XX settembre (1922) | Costante Girardengo | Bianchi-Salga   |
| 5 novembre   | Giro di Lombardia (1922)      | Costante Girardengo | Bianchi-Salga   |

## Classifica
| Pos. | Corridore           | Squadra         | Punti |
| ---- | ------------------- | --------------- | ----- |
| 1    | Costante Girardengo | Bianchi-Salga   | 45    |
| 2    | Bartolomeo Aymo     | Legnano-Pirelli | 31    |
| 3    | Giovanni Brunero    | Legnano-Pirelli | 24    |
| 4    | Alfredo Sivocci     | Legnano-Pirelli | 19    |
| 5    | Federico Gay        | Bianchi-Salga   | 15    |
| 6    | Giuseppe Azzini     | Maino           | 14    |
| 7    | Angelo Gremo        | Bianchi-Salga   | 13    |
| 8    | Ugo Agostoni        | Legnano-Pirelli | 11    |
| 8    | Emilio Petiva       | Maino           | 11    |
| 10   | Pietro Linari       | Legnano-Pirelli | 10    |